# Trédaniel
Trédaniel (en bretó Trezeniel) és un municipi francès, situat a la regió de Bretanya, al departament de Costes del Nord. L'any 1999 tenia 856 habitants.

## Demografia
| 1962                                       | 1968 | 1975 | 1982 | 1990 | 1999 |
| ------------------------------------------ | ---- | ---- | ---- | ---- | ---- |
| 564                                        | 592  | 636  | 719  | 747  | 856  |
| Des de 1962: població sense dobles comptes |      |      |      |      |      |

## Administració
| Període | Identitat             | Partit |
| ------- | --------------------- | ------ |
| 2001-   | Jean-Jacques Andrieux |        |